# Llista de castells d'Armènia
Llista de castells localitzats a la República d'Armènia.
- Castell de Aghjkaghala.
- Aghli Berd.
- Fortalesa Aghtamir.
- Fortalesa d'Akhtalà.
- Alberd.

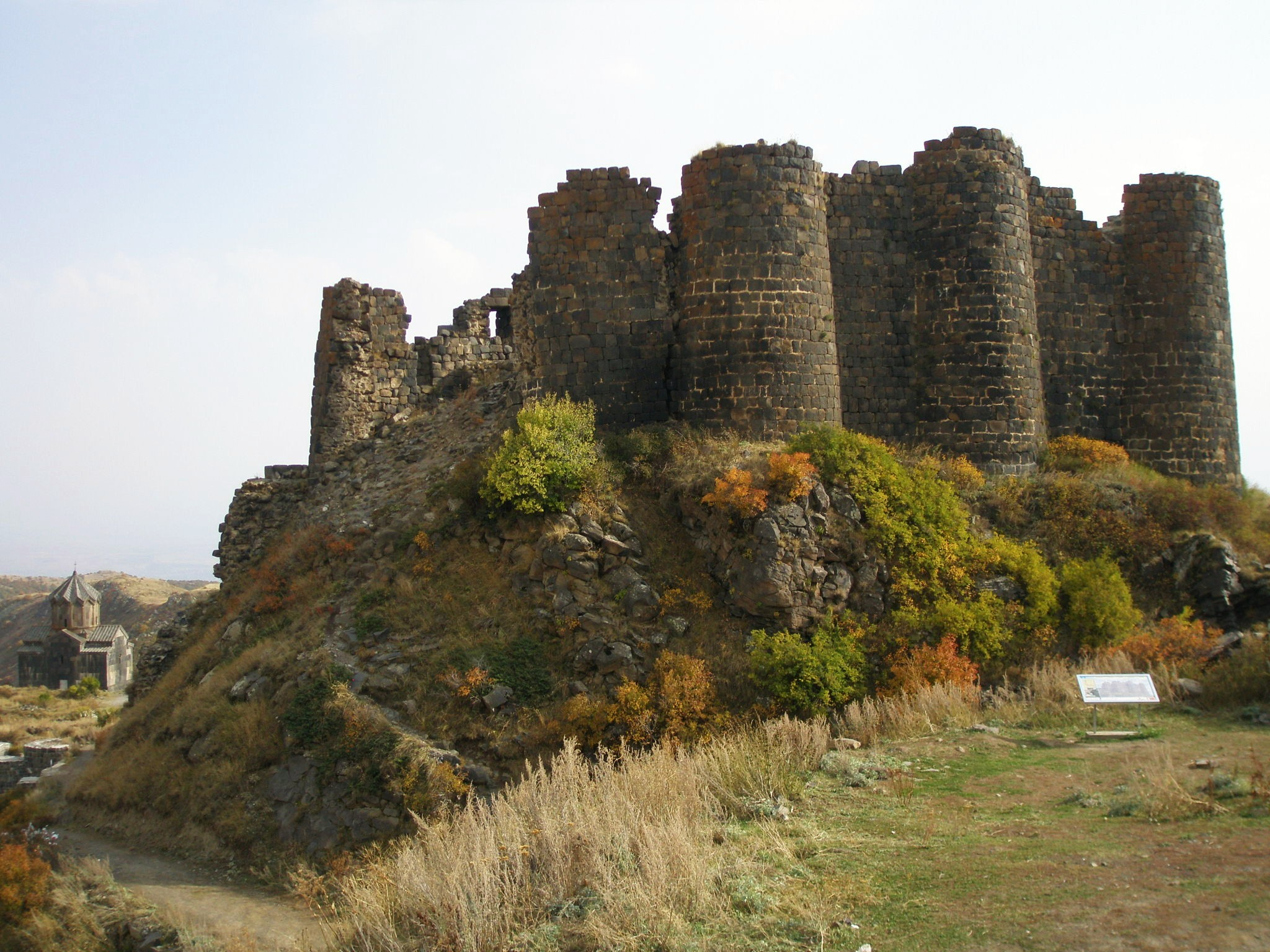
Fortalesa d'Amberd

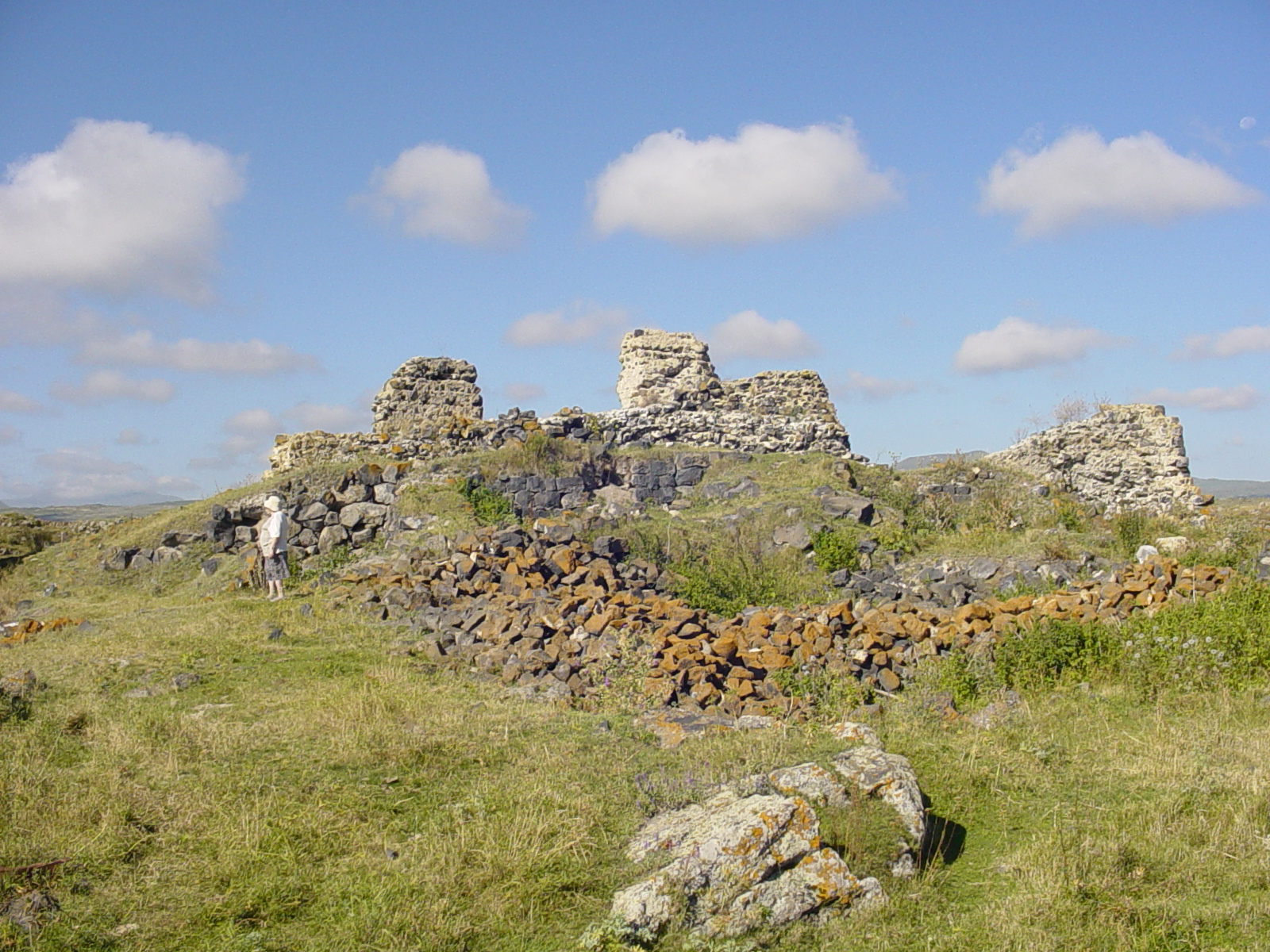
Fortalesa Berdkunk.

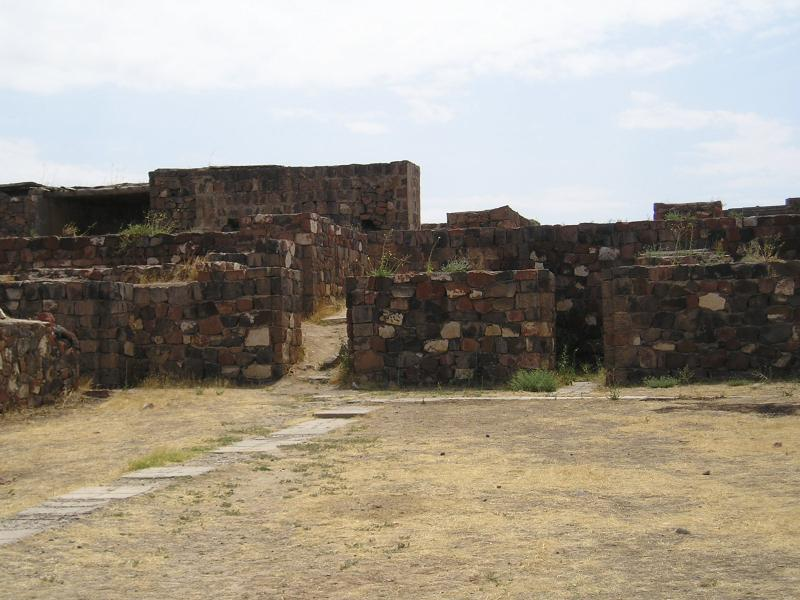
Arin Berd o Erebuní.

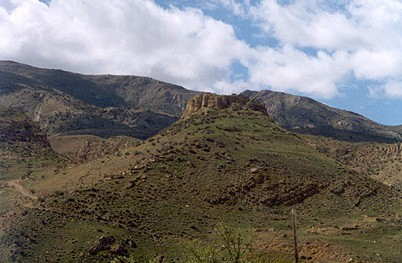
Fort Ertij.

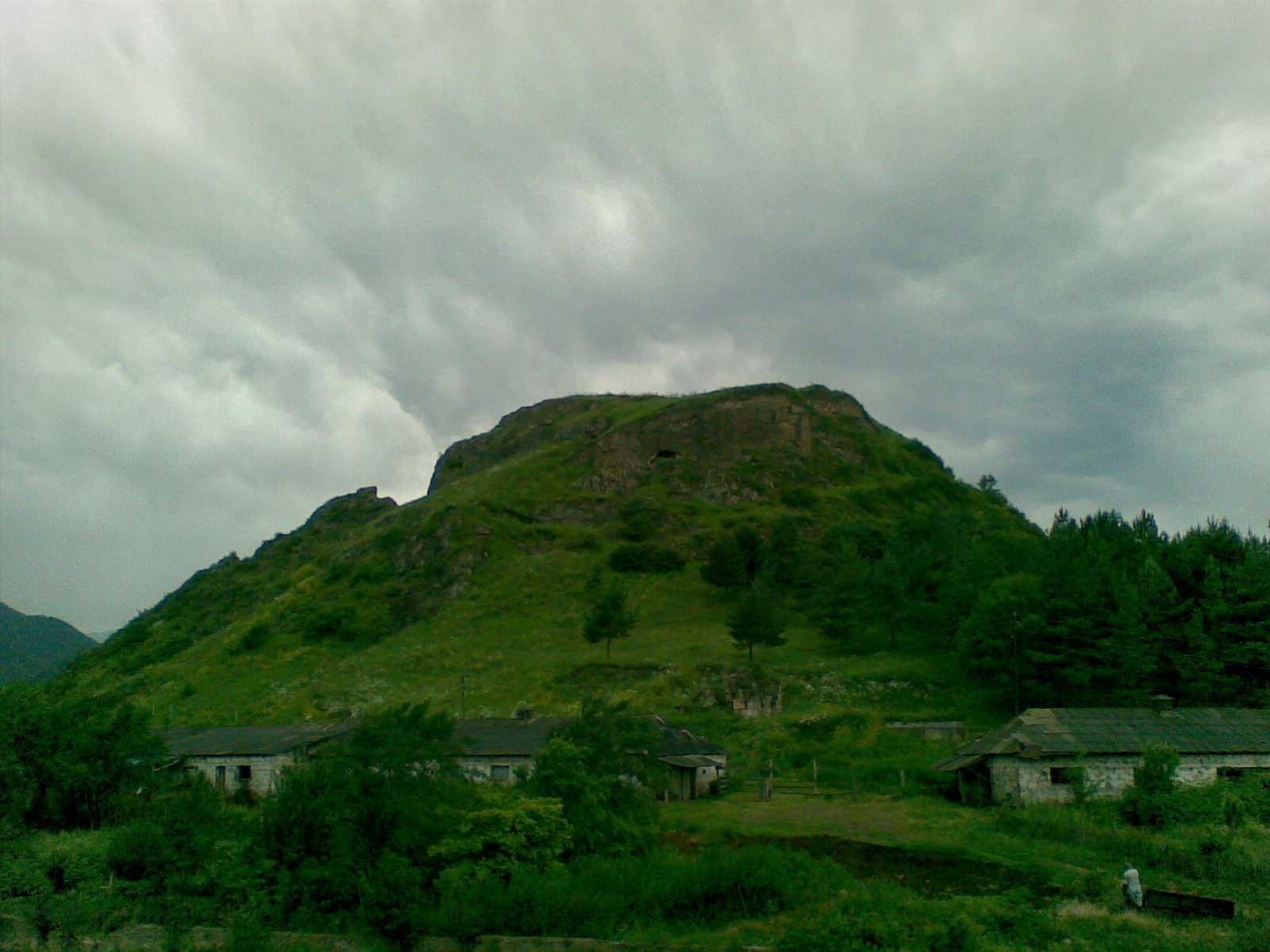
Fortalesa del Tavuix

- Amberd. La fortalesa va ser construïda per l'antic regne d'Urartu, les fortificacions presents van ser construïdes durant els segles VII al XIII. Capturat pels invasors mongols el 1236.
- Ardar Davit.
- Argištiḫinili. Antiga ciutat i fortalesa a uns 15 quilòmetres al sud-oest de la ciutat d'Armavir.
- Arin Berd, també conegut com a Erebuní.
- Castell d'Erevan. Construït al segle xvi a Erevan.
- Fortalesa Aruj.
- Baghaberd.
- Berdakar.
- Fortalesa Berdavan. La major part probablement va ser construïda entre els segles x i xi, amb una reconstrucció al segle xvii juntament amb l'església propera (província de Tavuix, Armènia).
- Berdidash.
- Berdi Dosh.
- Berdi Glukh.
- Fortalesa Berdkunk. Localitzat al llac Sevan.
- Fortalesa Bjni. Construïda entre els segles IX i X, fortalesa que va pertànyer a la família Pahlavuni (segles XI-XIII) i possiblement també a la família Zakharian (segles XIII-XIV, província de Kotayk, Armènia).
- Boloraberd, generalment conegut com a Proixaberd.
- Bruti Berd.
- Fortalesa Dashtadem.
- Fort Dashti-ler.
- Fortalesa Dzernak.
- Erebuní, també conegut com a Arin Berd i Yerevani Berd.
- Fort Ertij. Construït durant el segle xiii (província de Vaiots Dzor, Armènia).
- Garni Berd. Antiga fortalesa dels temps d'Urartu, també alberga el Temple Garni.
- Geghi Berd, conegut com a Kakavaberd.
- Ghalinjakar, generalment conegut com a Fortalesa Berdavan.
- Fort Ghaluchay.
- Fortalesa Ghslakh.
- Fortalesa de Halidzor. Construïda al segle xvii per servir com a convent i més tard com la fortalesa de David Beks, que hi està enterrat (província de Siunik, Armènia).
- Heghi Dar.
- Fortalesa Hnaberd.
- Fortalesa de Horom. Edat del bronze, fortificació del regne Urartu (província de Shirak, Armènia).
- Hraskaberd.
- Ishkanaberd, anteriorment Teyseba, ara generalment coneguda com a Odzaberd.
- Ishkanats Amrots, coneguda també com a Fortalesa Berdkunk.
- Fort Kaftarli.
- Kakavaberd, també coneguda com a Geghi Berd. Construïda entre els segles ix i x en el Khosrov Reserva Estatal (província de Ararat, Armènia).
- Kapuyt Berd.
- Karmir Blur. Poblament enfortit a finals del segon mil·lenni aC, localitzat a la riba dreta del riu Hrazdan (Erevan, Armènia).
- Kayan Berd.
- Khoshap.
- Fortalesa de Koix. Amb esglésies dins del complex.
- Fortalesa de Lorí Berd
- Matsnaberd.
- Fortalesa de Meghrí.
- Fortalesa Metsep.
- Mrtbi Dzor.
- Odzaberd, també conegut com a Teyseba, referit a la ciutat fortalesa de Urartu, i Ishkanaberd després de ser reconstruïda en un temps més tardà. Ara el nom es refereix a les ruïnes de la ciutat.
- Proixaberd, també coneguda com a Boloraberd. Fortalesa del segle xiii capturada pels perses (província de Vaiots Dzor, Armènia).
- Sardari Berd. Construït entre 1807-1828 per Sardari Iravani, capturat pels russos durant la guerra russopersa (1826–1828, província d'Armavir, Armènia).
- Sev Berd.
- Sembataberd. Probable fundació al segle v i extensament enfortit durant els segles IX-X (província de Vaiots Dzor, Armènia).
- Fort Solyani.
- Fortalesa del Tavuix.
- Teishebaini. Lloc d'una ciutat d'Urartu dins de la moderna Erevan.
- Teyseba, també coneguda com a Odzaberd. Fortalesa urartiana i ciutat propera al llac Sevan i el poble de Tsovinar (província de Gegharkunik, Armènia).
- Fortalesa Tsamakaberd.
- Tsitsernakapert- Fortalesa de l'edat del ferro, ara monument dedicat a les víctimes del genocidi armeni (Everán, Armènia).
- Ushiberd. Fortalesa de l'edat del ferro localitzada just al costat del poble d'Ushi (província de Aragatsotn, Armènia).
- Vanki Amrots.
- Vorotnaberd. Utilitzada durant l'era medieval i una de les fortaleses de Davit Bek (província de Syunik, Armènia).
- Yerevani Berd, generalment coneguda com a Erebuní.
- Yergevanits.
- Fortalesa Yervandakert.
- Fortalesa Zeva.
- Zhami Donar.